# Ferdinand Attems
Reichsgraf Ferdinand Maria Attems von Heiligenkreuz (* 22. Januar 1746 in Graz; † 23. Mai 1820 ebenda) war ein österreichischer Politiker.

## Leben

### Familie
Ferdinand Attems entstammte dem Adelsgeschlecht Attems und war der erste Sohn des Grafen Ignaz Maria Attems von Heiligenkreuz (* 26. Februar 1714 in Graz; † 17. Juni 1762 in Wien) und dessen Ehefrau Gräfin Maria Josepha (* 4. August 1721 in Hall bei Innsbruck; † 1. April 1784 in Wien), die Tochter des Grafen Johann Franz von Khuen zu Auer von Belasy und Lichtenberg; er hatte noch elf Geschwister.
Er war seit dem 22. Februar 1773 mit Maria Anna (* 8. September 1752; † 26. April 1839 in Graz), die Tochter von Weichard Wolfgang Gall von Gallenstein († 1802) verheiratet, gemeinsam hatten sie sechs Söhne und drei Töchter:
- Ignaz Maria von Attems-Heiligenkreuz, Landeshauptmann;
- Maria Josephina von Attems-Heiligenkreuz (* 30. Juni 1775; † 9. November 1775);
- Alois von Attems-Heiligenkreuz (* 27. Oktober 1776 in Graz; † 18. November 1818 ebenda), verheiratet mit Freiin Anna Maria (geb. von Stadl) (* 1790; † 3. Mai 1818 in Graz);
- Elisabeth von Attems-Heiligenkreuz (* 11. November 1777 in Graz; † 1. September 1844 in Wien) verheiratet mit dem Obersthofkanzler Karl von Inzaghi;
- Ferdinand Maria von Attems-Heiligenkreuz (* 8. September 1779; † April 1809 in Graz), war 1794 Edelknabe des Fürsterzbischofs von Salzburg Hieronymus von Colloredo;
- Joseph Alois von Attems-Heiligenkreuz, österreichischer Feldmarschallleutnant und Landkomtur des Deutschen Ordens;
- Franz von Attems-Heiligenkreuz (* 24. März 1783 in Graz; † 12. Dezember 1847 ebenda);
- Maria Anna von Attems-Heiligenkreuz († 1785);
- Judas von Attems-Heiligenkreuz (* 30. September 1786 in Graz; † 6. Mai 1831 in Mailand).

Zu seinen Nachfahren zählten der Politiker Ignaz von Attems, Edmund von Attems-Heiligenkreuz (* 17. September 1847 in Linz; † 25. Mai 1929 in Bad Hofgastein), Politiker und 1893–1896 sowie 1897–1918 Landeshauptmann der Steiermark sowie der General Emil Spannocchi und der Politiker Lelio Spannocchi.

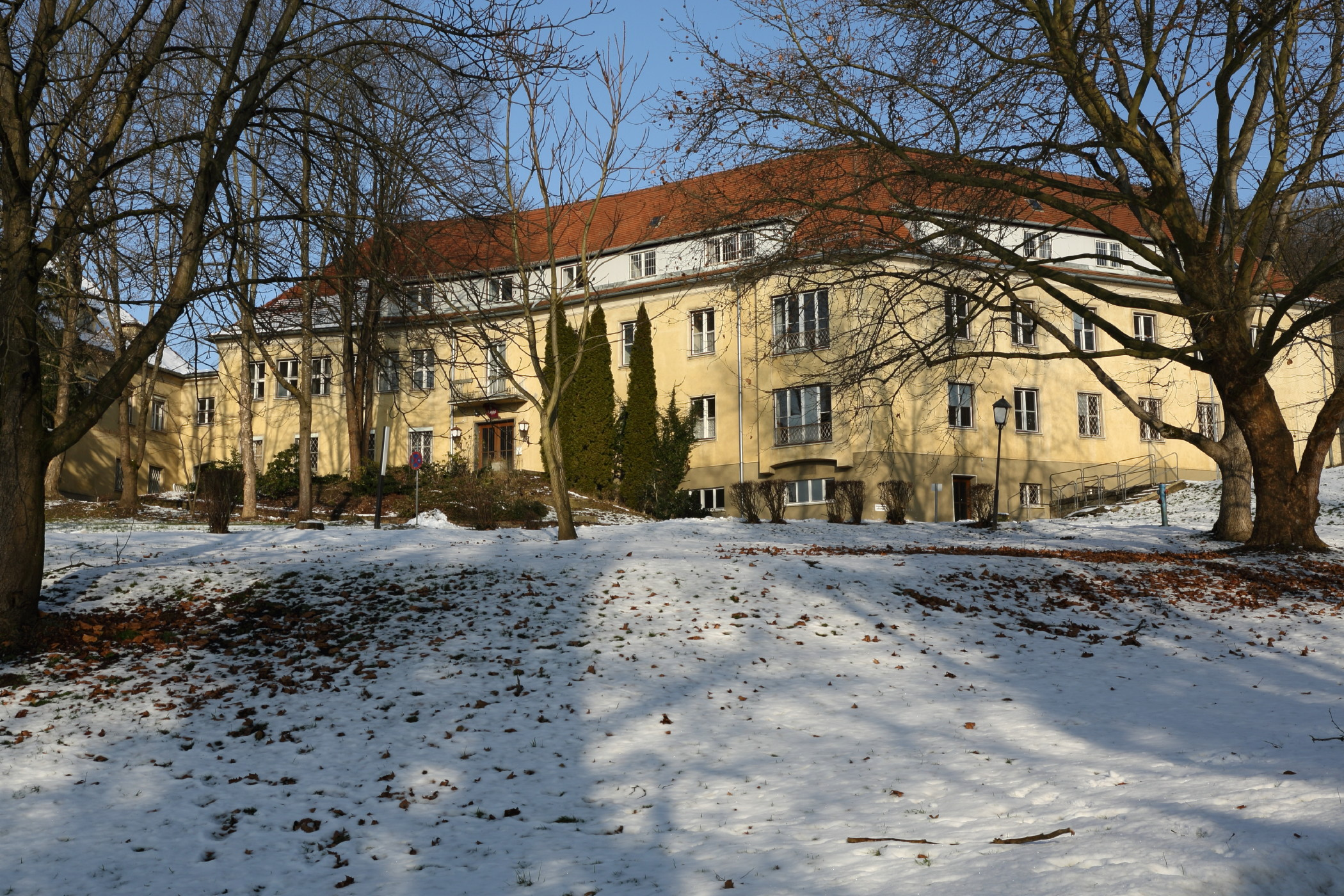
Rosenhof

1781 erwarb Ferdinand Attems den Rosenhof in Graz und im gleichen Jahr erwarb er das wesentlichste Teilstück des Sommerrefektoriums der Jesuiten, nachdem diese aufgehoben worden waren.

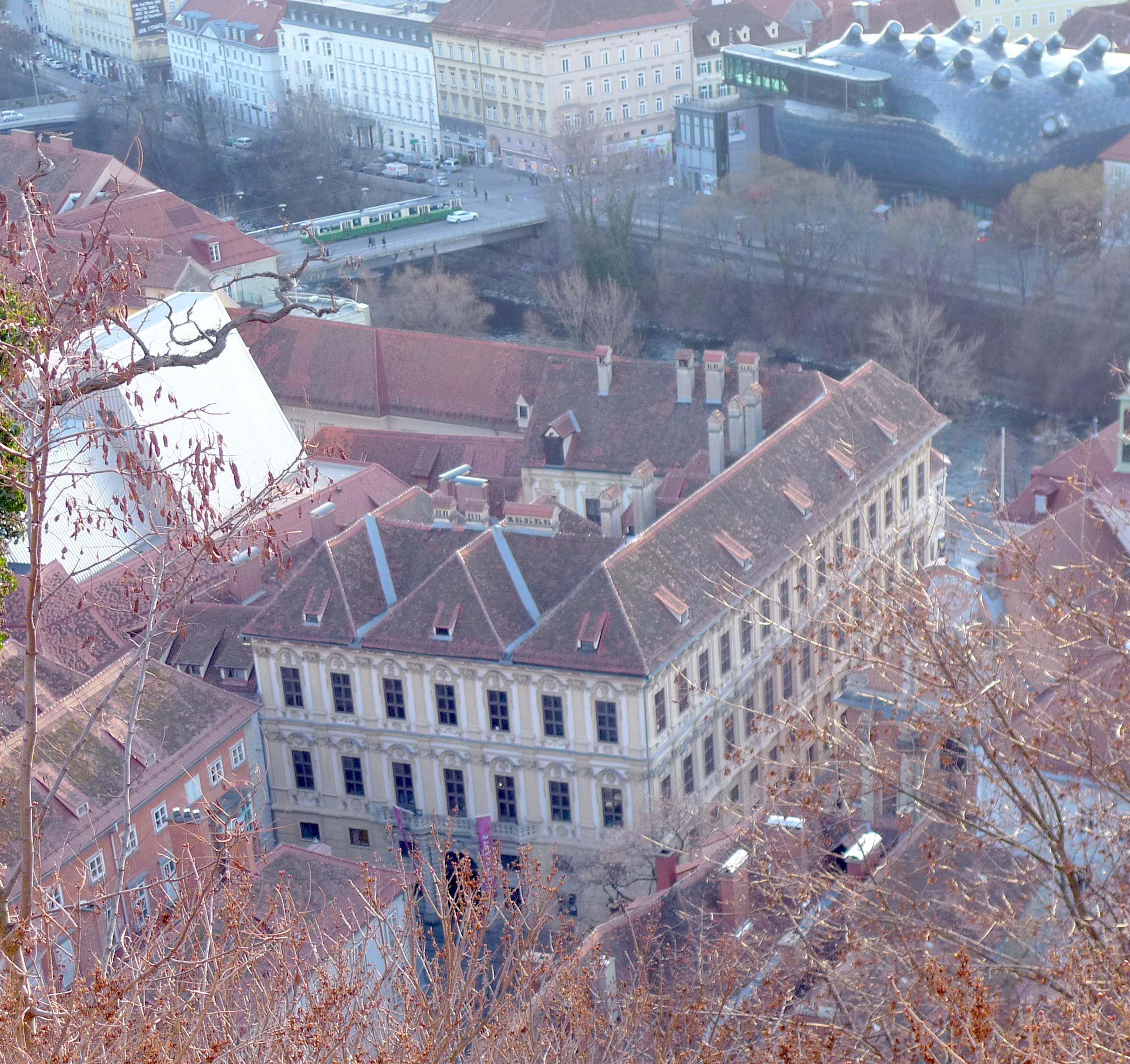
Palais Attems

Während seiner Ernennung zum Landeshauptmann bewohnte er das Palais Attems in der Sackstraße in Graz.
1803 erbte er das Schloss Dornau.

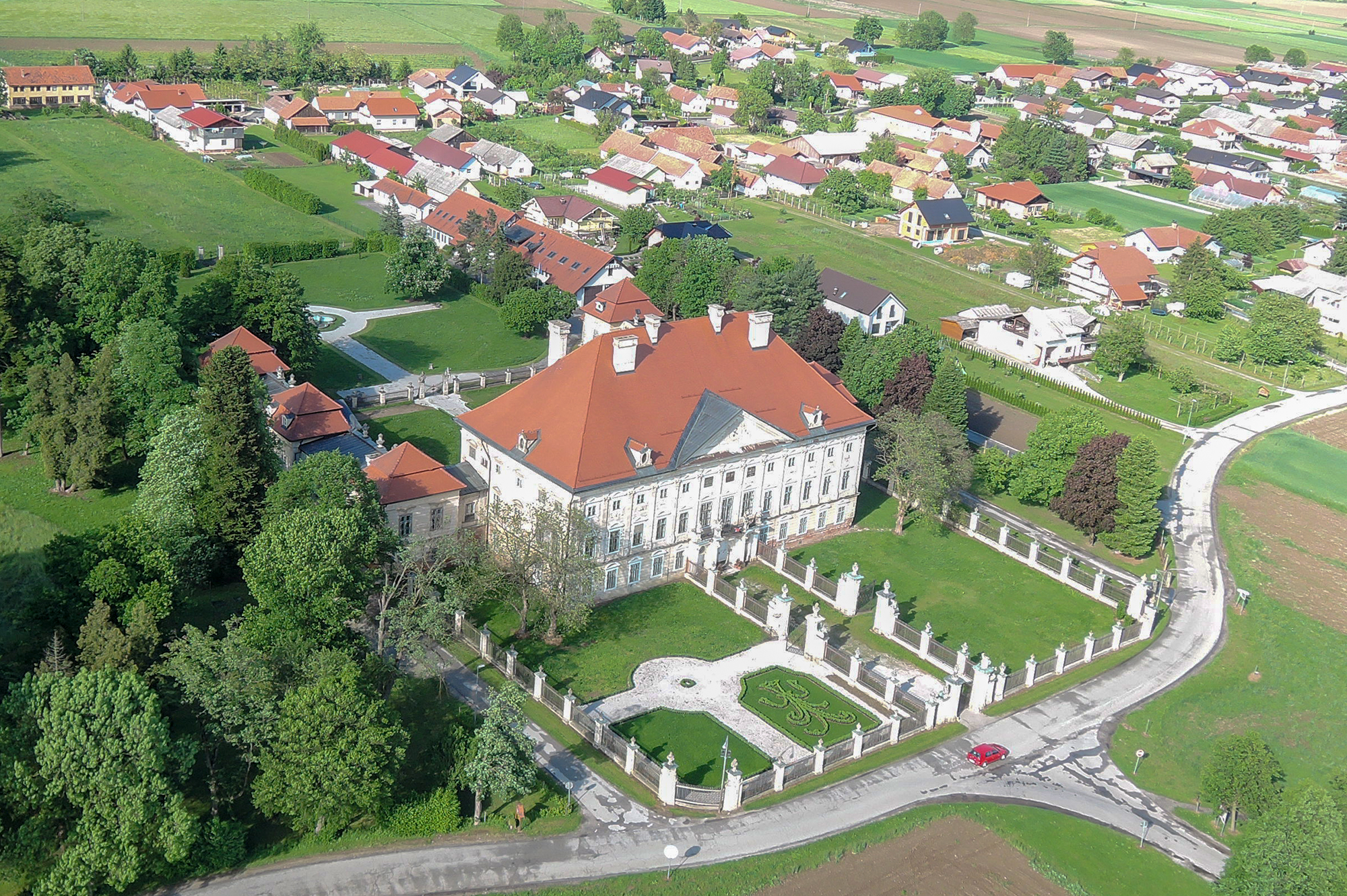
Schloss Dornau

Sein vollständiger Titel war Ferdinand Maria Reichsgraf von Attems, Freiherr auf Heiligenkreuz, Luzeniß, Podgora, Falkenstein und Tanzenberg, Herr der Herrschaften Rann, Burg Feistritz, Wurmberg, Freihof zu Pettau, Reichenburg, Thurn, Hartenstein, Windisch-Landsberg, Olimia, Dornau und St. Marxen.
Er wurde in der Gruftkapelle des Steinfeldfriedhofs beigesetzt.
Nach seinem Tod fertigte Leopold Kiesling eine Bronzebüste von Ferdinand Attems von 1824 für dessen Denkmal auf dem Ferdinandshügel in Rohitsch-Sauerbrunn (siehe Rogaška Slatina).

### Werdegang
Ferdinand Attems wurde in seiner Kindheit und Jugend durch Hauslehrer unterrichtet und immatrikulierte sich an der Universität Padua, um Rechtswissenschaften zu studieren.
Er wurde 1770 zum Kämmerer und 1772 zum Regierungsrat ernannt.
Am 11. April 1771 erschien er erstmals als Mitglied des Landtags und wurde am 30. April 1778 zum Ausschussrat und am 11. Oktober 1782 zum Landstandverordneten gewählt. Er beschäftigte sich mit Fragen des Steuerwesens und war ein Gegner der Zentralisierungspolitik des Kaisers Joseph II. Seinen Bemühungen verdankten die Landstände Steiermarks (siehe Landtag Steiermark) 1791 ihre Wiedereinsetzung, nachdem Kaiserin Maria Theresia und später Kaiser Joseph II. 1789 unter anderem das Steuerbewilligungsrecht der Landstände aufgehoben und damit den Landtag zur Bedeutungslosigkeit verurteilt hatte; nach dem Tod von Joseph II. setzte sein Nachfolger, Leopold II., die Stände wieder in ihre alten Rechte ein, nachdem Ferdinand Attems eine umfangreiche Denkschrift angefertigt hatte.
Am 15. September 1794 wurde ihm per Dekret die Oberleitung des neu gegründeten Theaters (heute Schauspielhaus Graz) übertragen.
Er wurde 1800, als Nachfolger des verstorbenen Karl Thomas Franz von Breuner, zum Landeshauptmann gewählt und durch Kaiser Franz II. am 28. Januar 1801 ernannt; sein Nachfolger als Landeshauptmann wurde nach seinem Tod sein Sohn Ignaz Maria von Attems-Heiligenkreuz.
1800 erfolgte auch seine Ernennung zum Geheimrat.
Während der französischen Invasion (siehe auch Fünfter Koalitionskrieg) führte er 1809 das Präsidium der Landesverwaltung, dem unter anderem auch der Schriftsteller Johann Ritter von Kalchberg angehörte. Als die Bargeldforderungen der Franzosen nicht erfüllt werden konnten, stellte Ferdinand Attems zwei Wechsel in Höhe von 500.000 und 200.000 Gulden aus, mit der Verpfändung seiner Person sowie seines beweglichen und unbeweglichen Vermögens, die die Franzosen akzeptierten. Beim Abzug der Franzosen gelang es ihm, die geplante Sprengung des Grazer Uhrturms sowie des Glockenturms auf dem Schlossberg durch Zahlung von 2.840 Gulden, die die Bürger zur Verfügung stellten, zu verhindern.
Ferdinand Attems wurde 1819 auch zum Vizepräsidenten der von Erzherzog Johann von Österreich gegründeten Steiermärkischen Landwirtschaftsgesellschaft gewählt.
Er setzte sich dafür ein, dass 1819 die Ständische Bildergalerie in Graz eingerichtet wurde, und er wurde, nachdem 1811 das Johanneum gegründet worden war, deren erster Kurator und war der Stellvertreter des Erzherzog Johann. Dazu setzte er sich für den Ankauf der Heilquellen von Rohitsch-Sauerbrunn ein, und dass sich dort ein Arzt ansiedelte; in den 1970er Jahren wurde die Ferdinandsquelle nach ihm benannt. Er sorgte dafür, dass im Ort ein Kurhaus errichtet wurde, sodass der Ort zu einem Treffpunkt internationaler Häupter wie von Mitgliedern des österreichischen Kaiserhauses oder der Rothschilds aus Paris wurde.
Ihm verdankt Graz, gemeinsam mit dem Kupferstecher Johann Veit Kauperz (1741–1816), auch die Gründung der Steirisch Ständischen Zeichenakademie.

## Mitgliedschaften
Seit dem 1. September 1774 war er Mitglied der Ackerbaugesellschaft, deren Präsident Graf Johann Wenzel Purgstall (1724–1785) war.
Er war seit dem 1. Mai 1815 Wirkliches Mitglied der Ökonomischen Gesellschaft in Krain, seit dem 29. Dezember 1817 Mitglied der Landwirtschaftsgesellschaft in Wien und seit dem 17. September 1819 der Landwirtschaftsgesellschaft in der Steiermark.
Die österreichisch-kaiserliche Akademie der vereinigten bildenden Künste (siehe Akademie der bildenden Künste Wien) ernannte ihn am 12. Februar 1812  zum  akademischen Ehrenmitglied und seit dem 1. Juni 1818 war er Beschützer und Ehrenmitglied im Musikverein Graz.

## Ehrungen und Auszeichnungen
Ferdinand Attems wurde mit dem Großkreuz des Österreichisch-kaiserlichen Leopold-Ordens und mit dem Goldenen Verdienstkreuz ausgezeichnet.